# Bellach
Bellach (im lokalen Dialekt Bäuch [bæux]) ist eine Einwohnergemeinde im Schweizer Kanton Solothurn. Sie gehört zum Bezirk Lebern.
Das Dorf Bellach liegt am Jurasüdfuss zwischen Solothurn und Grenchen.

## Geographie
Die Vorortsgemeinde im Westen der Stadt Solothurn grenzt ausser an die Stadt noch an sechs weitere Gemeinden, nämlich Langendorf, Oberdorf, Lommiswil, Selzach, Lüsslingen-Nennigkofen und an Biberist.
Die Fläche beträgt 530 ha, die Höhenlage variiert von 425 m im Süden bis 544 m im Norden.

## Bevölkerung
Die Bevölkerungsentwicklung der Gemeinde Bellach erfolgte zunächst sehr langsam. Um 1500 dürften hier etwa 200 Menschen gelebt haben. Um 1800 waren es etwa 430 und um 1850 686 Einwohner. Bis 1941 hatte sich die Einwohnerzahl dann auf 1'377 verdoppelt, 1950 zählte man 1'606 Personen. Seither nahm die Bevölkerung rasant zu. Seit den 1950er-Jahren sind im östlichen Dorfteil, zuerst südlich, dann nördlich der Bielstrasse die beiden grossen Wohnquartiere Grederhof und Franziskanerhof entstanden.
| Jahr                 | Einwohner | Jahr | Einwohner |
| -------------------- | --------- | ---- | --------- |
| 1500                 | 200 1)    | 1970 | 3871      |
| 1800                 | 430 1)    | 1980 | 4361      |
| 1850                 | 686       | 1990 | 5200      |
| 1941                 | 1377      | 2000 | 5150      |
| 1950                 | 1606      | 2001 | 5200      |
| 1960                 | 2319      | 2010 | 5183      |
| 1) Ungefähre Angaben |           |      |           |

| Einwohner          | 5218      |
| Religion           | Einwohner |
| Römisch-katholisch | 1796      |
| Reformiert         | 1476      |
| Christkatholisch   | 17        |
| Islam              | 664       |
| Andere             | 257       |
| Konfessionslos     | 1008      |

## Politik
- SP/GPS: 3
- CVP: 2
- FDP: 5
- SVP: 3

Der Gemeinderat zählt 13 Mitglieder (5 FDP, 3 SP/Grüne, 3 SVP, 2 CVP). In Gemeinderat und Kommissionen arbeiten gut 130 Personen nebenamtlich mit. Die Gemeindeverwaltung ist seit 1973 im eigenen Verwaltungsgebäude untergebracht, einem Gemeinschaftsbau mit der Post. Seit 1974 mit jeweils zeitgemässen EDV-Mitteln ausgerüstet, arbeiten heute 9 Personen vollamtlich. Hauptprobleme sind derzeit wie vielerorts die Finanzen. Der Bau des Turbensaales, eines neuen Primarschulhauses und eines Kindergartens im Franziskanerhof, die Erneuerung und Erweiterung des Primarschulhauses Kaselfeld und ein Erweiterungsbau beim Schulhaus Dorf erforderten Investitionen von fast 30 Millionen Franken. Zusammen mit umliegenden Gemeinden sind Betagten- und Pflegeheime in der Region erstellt worden. Eine regionale Kompostieranlage wurde privatwirtschaftlich realisiert.
Die knapper werdenden Baulandreserven werden die Entwicklung der Gemeinde den kommenden Jahren in etwas ruhigere Bahnen leiten, was aus der Sicht der Behörden nur erwünscht sein kann. Im Rahmen der neuen Ortsplanung ist die künftige Entwicklung der Gemeinde neu definiert worden, insbesondere auch das Verhältnis zwischen Wohn- und Gewerbezonen.

## Wirtschaft

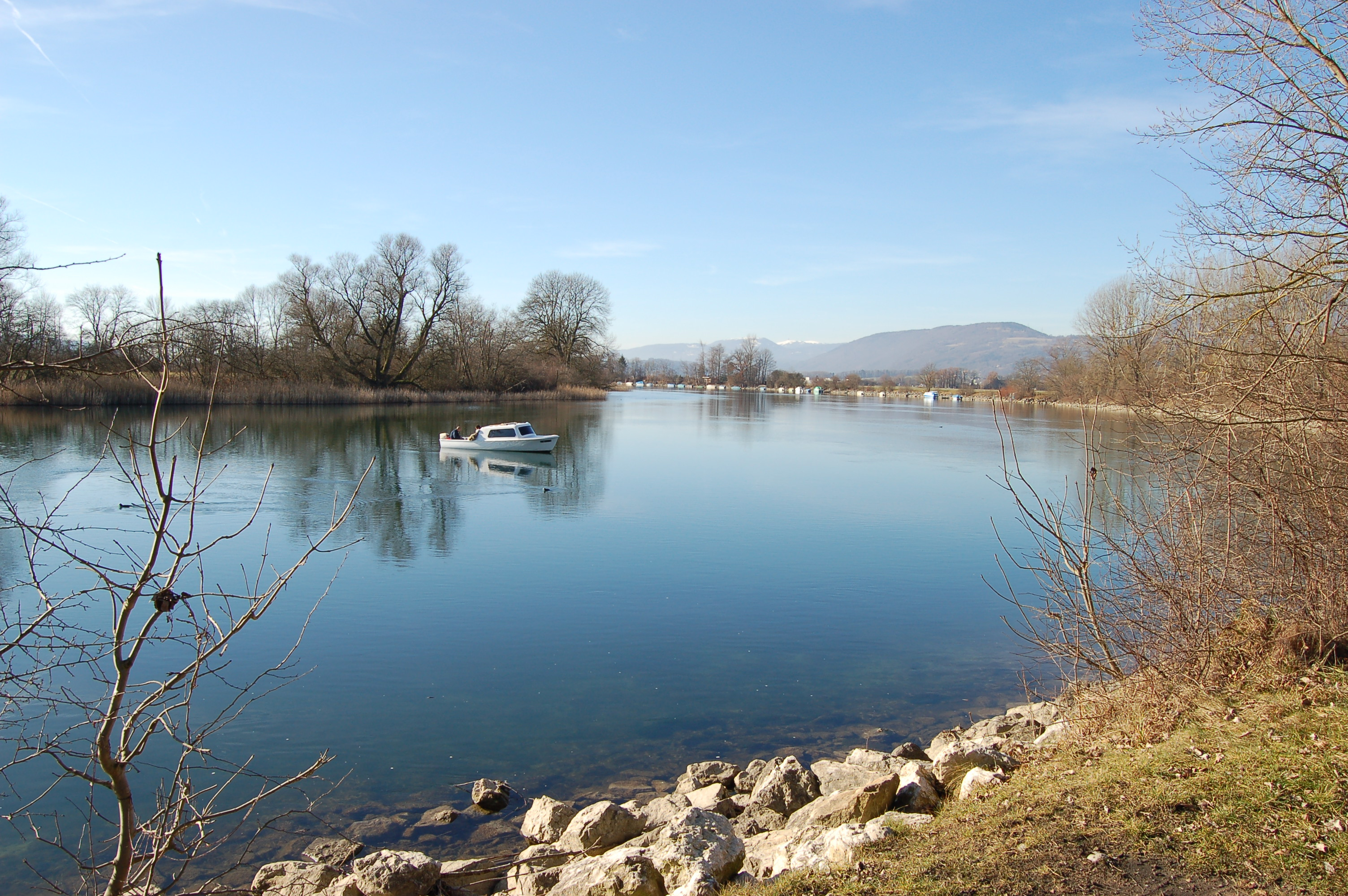
Aare bei Bellach

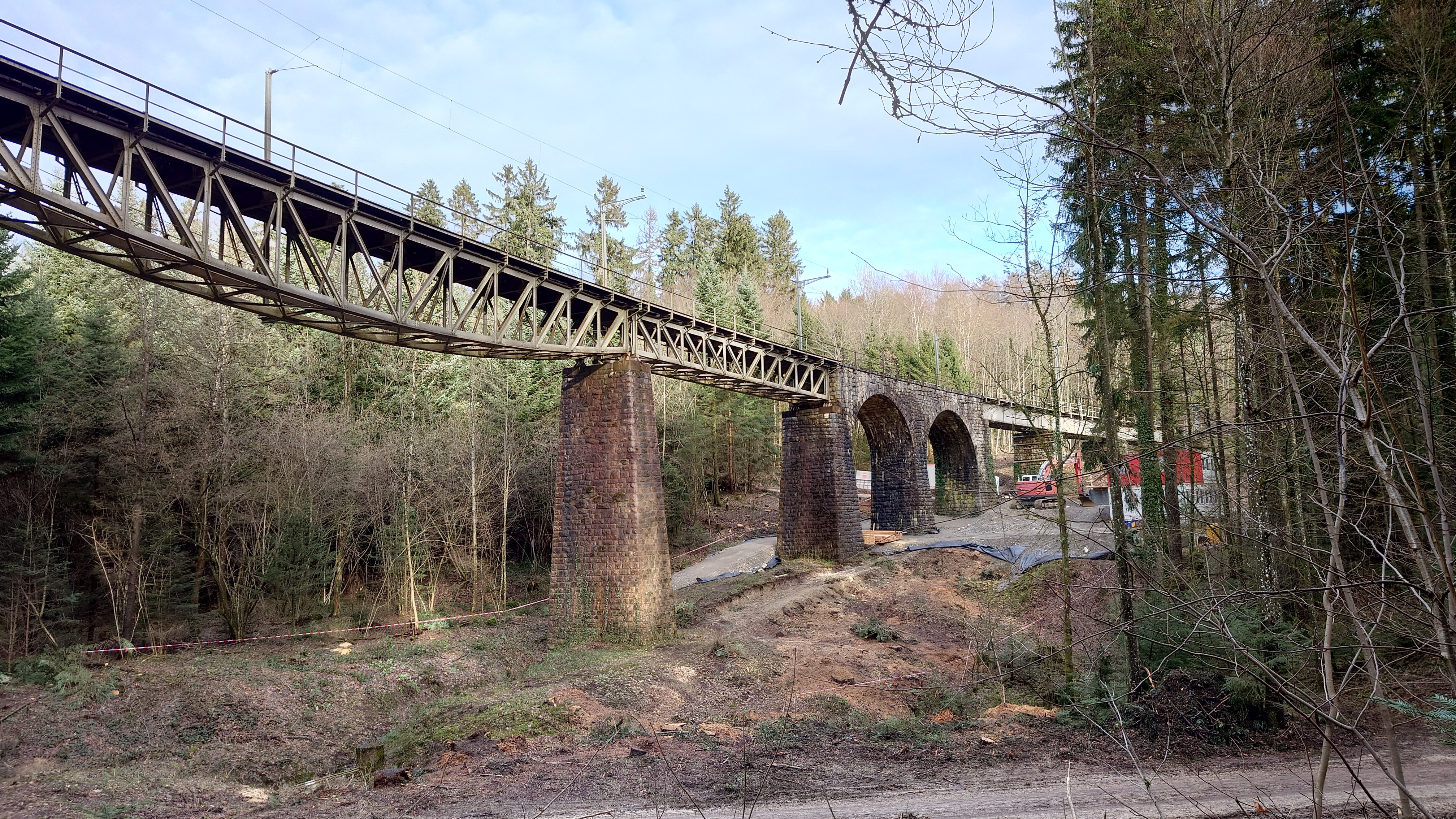
Geisslochviadukt der Solothurn-Münster-Bahn bei Bellach

Bellach war lange Zeit ein kleines Bauerndorf. Neben der Landwirtschaft war nur gerade etwas Kleingewerbe ansässig. Die Landwirtschaft erlebte über die Jahrhunderte eine stetige Entwicklung, allerdings brachte das Land in der immer wieder überschwemmten Aare-Ebene sehr wechselhafte Erträge. Seit der zweiten Juragewässer-Korrektion ist auch in diesem Gebiet eine normale landwirtschaftliche Produktion möglich. Heute gibt es in Bellach noch 16 Landwirtschaftsbetriebe, darunter einige reine Ackerbaubetriebe.
Versuche, um 1840 mit der Wasserkraft des Haltenbachs und des Bellacher Weihers eine moderne Mühle zu betreiben, scheiterten. 1857 ersteigerte Kaspar Schwarz aus Brugg die Mühle, den Weiher und die Wasserrechte und gründete eine Baumwollweberei. Nach ihm erhielt der Weiher die heute noch geläufig Bezeichnung «Schwarzes Meer». Die Baumwollweberei entwickelte sich zusehends und wurde mehrmals erweitert. 1923 wurde sie an Fritz Leysinger verkauft und bis in die 1950er-Jahre betrieben. Gewandelte Marktbedürfnisse und die in- und ausländische Konkurrenz von Grossbetrieben führte 1969 zur Produktionseinstellung.
Weniger bekannt blieben eine Eisengiesserei, die um 1880 Dreschmaschinen herstellte und bis nach Südamerika exportierte, sowie zwei Cigarrenfabrikanten.
Mit dem Aufkommen der Uhrenindustrie und mit dem Bau der Solothurn-Münster-Bahn (SMB) wurde der Arbeiter-Anteil an der Bevölkerung grösser. Bis zum Zweiten Weltkrieg entstanden eine Vielzahl neuer, kleiner Gewerbe- und Industriebetriebe, von denen allerdings die meisten die grosse Krise nicht überstanden.
Grössere Betriebe siedelten sich ab Mitte der 1930er-Jahre an, so Fraisa, Kisag und Carrosserie Hess. Später kamen weitere dazu. Noch heute beschäftigt der Industriesektor im Ort mehr Personen als der Dienstleistungs-Sektor. Entlang der Bielstrasse fallen einige Autogaragenbetriebe auf. Aus anfänglich kleinen, örtlichen Gewerbebetrieben entwickeln sich weitherum bekannte Betriebe, wie MAB, die Holzbaubetriebe Späti und Flury/Hallag und die Maschinenfabrik Prétat.

### Tourismus / Freizeit
In der nahen Aare-Ebene lädt ein ausgedehntes Flurwegnetz zum Wandern und Radfahren ein. Der ehemals gewerblich genutzte Bellacher Weiher und das «Weihertäli», das sich gegen Westen nach Selzach erstreckt, bilden heute ein beliebtes Naherholungsgebiet, seine Bedeutung wird mit einem neuangelegten Naturlehrpfad erläutert.
Das kulturelle Leben im Dorf hat in den 1970er und 1980er Jahren etwas gelitten, zum einen weil 20 Jahre lang ein Saal fehlte, zum anderen, weil die Nähe der Kantonshauptstadt mit ihrem vielfältigen Angebot viele Bellacher anzieht. Seit 1992 hilft der Turbensaal mit, die kulturelle Eigenständigkeit wieder zu beleben.

## Geschichte

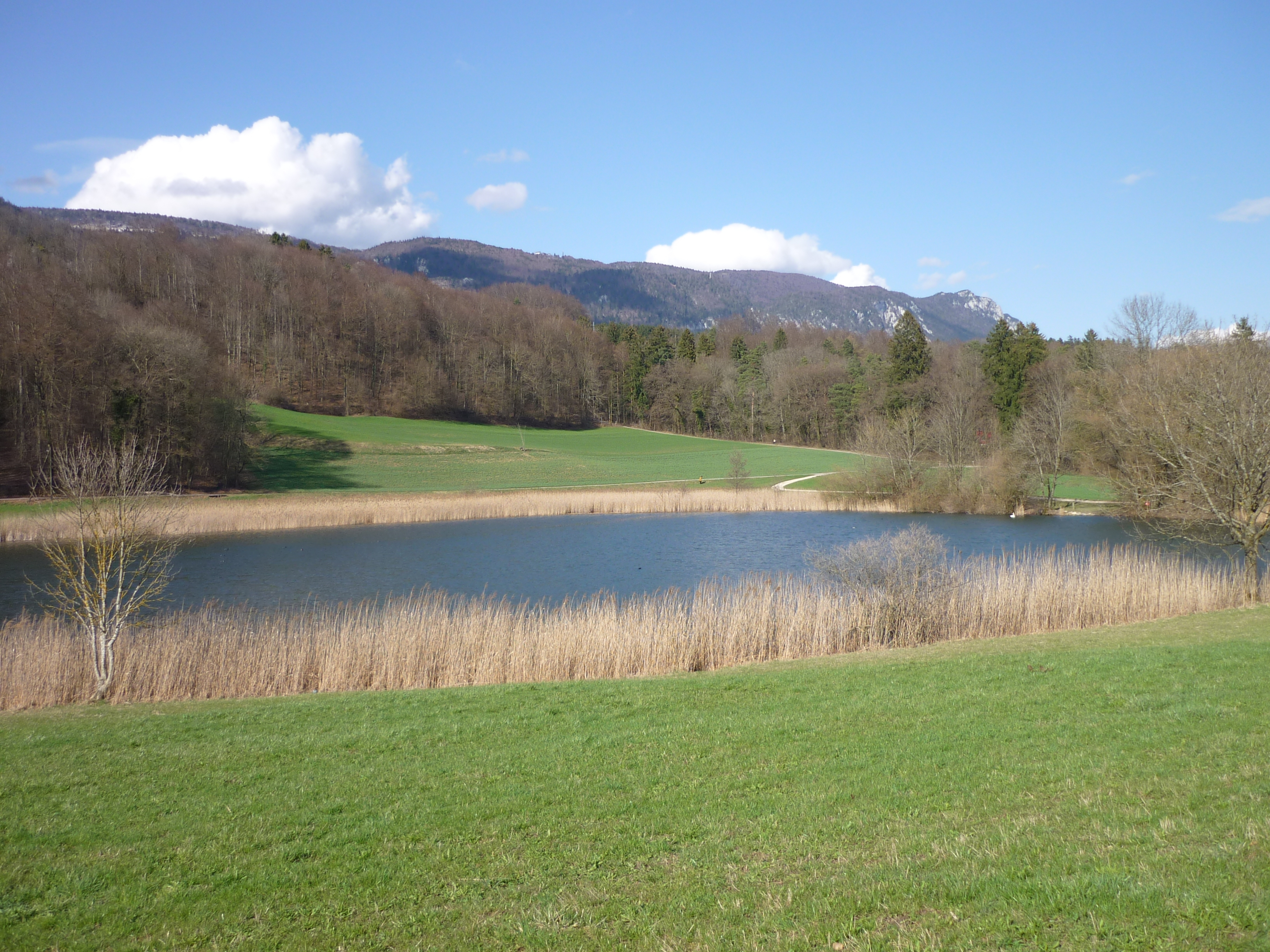
Der Bellacher Weiher

Die Gegend von Bellach ist seit etwa 3000 Jahren besiedelt, der Ortsname wird jedoch erstmals 1294 als Bella urkundlich erwähnt. Bis heute bekannte Funde zeigen, dass die frühen Ansiedlungen ausschließlich nördlich der SBB-Linie lagen, die beiden römischen Gutshöfe deutlich erhöht auf dem Geugisbüel und am Weiherrain, also geschützt vor den Überschwemmungen der Aare. Bekannt ist die in den achtziger Jahren des 16. Jahrhunderts gefundene Statue Venus von Bellach aus dem Beginn des 2. Jahrhunderts n. Chr.
Der Ortsname findet sich erstmals 1294 als (ze) Bella und 1303 als (in) Bellach bezeugt. Er geht auf einen galloromanischen Personennamen zurück, der um ein Ableitungssuffix erweitert worden ist: Der anzunehmende ursprüngliche Ortsname *in Bellāco (fundo) bedeutet ‘beim Landgut des Bellus’.
Schon 1548 wurde der Bellacher Weiher künstlich angelegt, vorerst um die nahe Stadt mit Fischen zu versorgen. Später und bis in die Anfänge unseres Jahrhunderts, wurde im Winter Weiher-Eis gebrochen. Dieses lagerten die Brauereien in der Stadt Solothurn in Kellern ein und verwendeten es im Sommer, um das Bier zu kühlen.
Reichliche Quellwasservorkommen wurden seinerzeit an die Gemeinde Langendorf und vor allem an die Stadt Solothurn verkauft. Das Wasser aus der Römersmatt wurde zuerst in einer hölzernen und ab ca. 1780 in einer steinernen Leitung in die Stadt geführt. Dieser «Ausverkauf» führte dazu, dass die Gemeinde in den Jahren nach 1940 selbst unter Wassermangel litt und ein Quellwasser-Vorkommen auf Selzacher-Boden erschliessen musste. 1972 konnte schliesslich das Stadtwasser in der Römersmatt zurückgekauft werden.
Die Altermatt-Karte von 1822 zeigt einen anderen südöstlichen Grenzverlauf zu Solothurn als heute, das Gebiet östlich des Wildbachs bis zum heute solothurnischen Brühlgraben gehörte damals noch zu Bellach.
1774 wurde Franziskus Fröhlicher, Abt von Fischingen, in Bellach geboren.

## Sehenswürdigkeiten

### Steinbruch Lommiswil
Auf Gemeindegebiet von Oberdorf besitzt die Bürgergemeinde neben Wald im Gebiet Steingrueben auch einen Steinbruch, in welchem vor einigen Jahren Dinosaurierspuren entdeckt wurden. Diese bilden seither eine Attraktion in unserer Gegend und können von einer eigens erstellten Besichtigungskanzel betrachtet werden.
Im Steinbruch wurde früher der bekannte weisse Solothurnerstein abgebaut, derzeit sind nur gelbliche Schichten vorhanden.

### Pulverhaus
Das markante, trutzige Gebäude ist vermutlich zu Anfang des 18. Jahrhunderts durch die damalige kantonale Militärverwaltung auf freiem Feld, ausserhalb der Stadt, erstellt worden um Schiesspulver bzw. Munition zu lagern. Es wurden mehrere fast identische Gebäude rund um die Stadt errichtet. Die Standorte im freien Feld sollten im Falle einer Explosion den Schaden möglichst gering halten. Bis in die erste Hälfte des 20. Jahrhunderts diente das Gebäude als Lagerstätte für Munition verschiedener Art, später wurden nur noch weit harmlosere Artikel gelagert, zuletzt Uniformstoff. Eine gut durchdachte Bauweise und ein für die damalige Zeit raffiniertes Lüftungssystem gewährleisteten im unbeheizten Gebäude ein ausgeglichenes, trockenes Klima.
In den 1990er Jahren veräusserte der Kanton im Zuge seiner Sparmassnahmen nicht mehr benötigte Gebäude, unter anderem die Pulverhäuser.
Glücklicherweise konnte die Bürgergemeinde Bellach das Gebäude erwerben und nach einer gelungenen, aufwendigen Restaurierung und Erweiterung der Öffentlichkeit für Festanlässe aller Art zur Verfügung stellen.

### Chalet Geissfluh /Bäucher Hütte
Das einfache Berghaus, ohne Wasser- und Stromanschluss wurde 1934 erstellt. Das Haus war damals nur zu Fuss zugänglich, d. h. alles Baumaterial musste über eine beachtliche Wegstrecke zum Bauplatz getragen werden. Mit dem Bau einer neuen Walderschliessungsstrasse, welche ins Althüsli führt, ist die Bäucher Hütte heute besser erschlossen, nur die letzten ca. 150 m müssen noch zu Fuss zurückgelegt werden. Das Chalet Geissfluh wurde immer wieder renoviert, der Charme des einfachen Berghauses ohne jeglichen Zivilisationskomfort aber unverändert erhalten.

## Wappen
Das Wappen zeigt auf blauem Schild einen steigenden Schimmel mit zerrissenen Zügeln.

## Persönlichkeiten
- Peter Bichsel (1935–2025), Schriftsteller, wohnte in Bellach